# Biandrate
Biandrate (piemontesisch und lombardisch Biandrà) ist eine Gemeinde mit 1338 Einwohnern (Stand 31. Dezember 2023) in der italienischen Provinz Novara (NO), Region Piemont.
Die Nachbargemeinden sind Casalbeltrame, Casalino, Recetto, San Nazzaro Sesia, San Pietro Mosezzo und Vicolungo. Das Gemeindegebiet umfasst eine Fläche von 12 km².